# Llista de topònims de Marçà
Llista de topònims (noms propis de lloc) del municipi de Marçà, al Priorat
Informació actualitzada per un bot. Els canvis manuals es perdran quan s'actualitzi!

## cabana
| imatge | Nom                        | Ubicat a | instància de | Detalls | coordenades                                                          | Protecció | Commons (més fotos) | Dades a WD                    |
| ------ | -------------------------- | -------- | ------------ | ------- | -------------------------------------------------------------------- | --------- | ------------------- | ----------------------------- |
|        | caseta de Cal Calvatxe     | Marçà    | cabana       |         | 41° 08′ 11″ N, 0° 48′ 50″ E / 41.1365144002015°N,0.813871002087098°E |           |                     | Modifica les dades a Wikidata |
|        | corral del Mas dels Assens | Marçà    | cabana       |         | 41° 07′ 58″ N, 0° 49′ 15″ E / 41.1327924366006°N,0.820892339748896°E |           |                     | Modifica les dades a Wikidata |
|        | corral del Maset           | Marçà    | cabana       |         | 41° 07′ 50″ N, 0° 45′ 49″ E / 41.1306741076894°N,0.763495388760112°E |           |                     | Modifica les dades a Wikidata |

## casa
| imatge | Nom             | Ubicat a | instància de | Detalls                                                       | coordenades                                                    | Protecció                                  | Commons (més fotos) | Dades a WD                    |
| ------ | --------------- | -------- | ------------ | ------------------------------------------------------------- | -------------------------------------------------------------- | ------------------------------------------ | ------------------- | ----------------------------- |
|        | Ca l'Apotecari  | Marçà    | casa         | Estil: arquitectura popular                                   | 41° 07′ 38″ N, 0° 48′ 07″ E / 41.127247°N,0.801838°E           | bé integrant del patrimoni cultural català |                     | Modifica les dades a Wikidata |
|        | Ca l'Hostal     | Marçà    | casa         | Estil: arquitectura popular                                   | 41° 07′ 34″ N, 0° 48′ 00″ E / 41.125979°N,0.800087°E           | bé integrant del patrimoni cultural català |                     | Modifica les dades a Wikidata |
|        | Ca la Marina    | Marçà    | casa         | Estil: arquitectura popular                                   | 41° 07′ 39″ N, 0° 48′ 10″ E / 41.127517°N,0.802788°E           | bé integrant del patrimoni cultural català |                     | Modifica les dades a Wikidata |
|        | Cal Joan Batlle | Marçà    | casa         | Estil: arquitectura popular                                   | 41° 07′ 33″ N, 0° 48′ 01″ E / 41.125826°N,0.800343°E           | bé integrant del patrimoni cultural català |                     | Modifica les dades a Wikidata |
|        | Cal Montagut    | Marçà    | casa         | Estil: arquitectura popular arquitectura barroca 18th century | 41° 07′ 38″ N, 0° 48′ 06″ E / 41.1273°N,0.801698°E ca:Dalt, 31 | bé cultural d'interès local                | Cal Montagut        | Modifica les dades a Wikidata |
|        | Cal Morat       | Marçà    | casa         | Estil: arquitectura popular                                   | 41° 07′ 38″ N, 0° 48′ 07″ E / 41.127247°N,0.801838°E           | bé integrant del patrimoni cultural català |                     | Modifica les dades a Wikidata |
|        | Cal Tarragó     | Marçà    | casa         | Estil: arquitectura popular                                   | 41° 07′ 36″ N, 0° 48′ 02″ E / 41.12669°N,0.80051°E             | bé integrant del patrimoni cultural català |                     | Modifica les dades a Wikidata |
|        | Can Crusat      | Marçà    | casa         | Estil: arquitectura popular                                   | 41° 07′ 34″ N, 0° 48′ 01″ E / 41.125998°N,0.800379°E           | bé cultural d'interès local                |                     | Modifica les dades a Wikidata |

## edifici
| imatge | Nom                                   | Ubicat a | instància de  | Detalls                                                  | coordenades                                                                                               | Protecció                                  | Commons (més fotos)    | Dades a WD                    |
| ------ | ------------------------------------- | -------- | ------------- | -------------------------------------------------------- | --- | ------------------------------------------ | ---------------------- | ----------------------------- |
|        | Convent de Sant Marçal                | Marçà    | edifici       | Estil: arquitectura popular                              | 41° 07′ 45″ N, 0° 48′ 16″ E / 41.129098°N,0.80445°E                                                       | bé integrant del patrimoni cultural català | Convent de Sant Marçal | Modifica les dades a Wikidata |
|        | Cooperativa                           | Marçà    | edifici       | Estil: arquitectura popular Estat: enderrocat o destruït | | bé integrant del patrimoni cultural català |                        | Modifica les dades a Wikidata |
|        | Cooperativa Agrícola                  | Marçà    | edifici       | Estil: noucentisme                                       | 41° 07′ 41″ N, 0° 48′ 14″ E / 41.127975°N,0.803922°E 41° 07′ 38″ N, 0° 48′ 15″ E / 41.127282°N,0.804034°E |                                            |                        | Modifica les dades a Wikidata |
|        | Cooperativa Agrícola                  | Marçà    | edifici       | Estil: noucentisme                                       | 41° 07′ 38″ N, 0° 48′ 15″ E / 41.127282°N,0.804034°E                                                      | bé cultural d'interès local                |                        | Modifica les dades a Wikidata |
|        | Cooperativa Agrícola, el Sindicat Nou | Marçà    | edifici       | Estil: noucentisme                                       | 41° 07′ 41″ N, 0° 48′ 14″ E / 41.127975°N,0.803922°E                                                      | bé cultural d'interès local                |                        | Modifica les dades a Wikidata |
|        | Xalet del Murillo                     | Marçà    | edifici masia |                                                          | 41° 08′ 18″ N, 0° 48′ 52″ E / 41.1383550309422°N,0.814512794416144°E                                      |                                            |                        | Modifica les dades a Wikidata |

## entitat singular de població
| imatge | Nom          | Ubicat a | instància de                                   | Detalls | coordenades                                                                   | Protecció | Commons (més fotos) | Dades a WD                    |
| ------ | ------------ | -------- | ---------------------------------------------- | ------- | ----------------------------------------------------------------------------- | --------- | ------------------- | ----------------------------- |
|        | Marçà        | Marçà    | entitat singular de població capital municipal | 516 hab | 41° 07′ 38″ N, 0° 48′ 08″ E / 41.12720305°N,0.80223778°E 310 msnm             |           |                     | Modifica les dades a Wikidata |
|        | el Verinxell | Marçà    | entitat singular de població                   | 14 hab  | 41° 07′ 44″ N, 0° 45′ 59″ E / 41.1290193443627°N,0.766410588380479°E 220 msnm |           |                     | Modifica les dades a Wikidata |
|        | les Comes    | Marçà    | entitat singular de població                   | 69 hab  | 41° 08′ 09″ N, 0° 49′ 22″ E / 41.13575675°N,0.822912455°E 401.106 msnm        |           |                     | Modifica les dades a Wikidata |

## església
| imatge | Nom                     | Ubicat a | instància de | Detalls                                    | coordenades                                          | Protecció                                  | Commons (més fotos)  | Dades a WD                    |
| ------ | ----------------------- | -------- | ------------ | ------------------------------------------ | ---------------------------------------------------- | ------------------------------------------ | -------------------- | ----------------------------- |
|        | Santa Maria de Marçà    | Marçà    | església     | Estil: arquitectura barroca                | 41° 07′ 35″ N, 0° 48′ 01″ E / 41.126278°N,0.800393°E | bé cultural d'interès local                | Santa Maria de Marçà | Modifica les dades a Wikidata |
|        | església de Santa Maria | Marçà    | església     | Estil: arquitectura romànica Estat: ruïnós | 41° 07′ 25″ N, 0° 48′ 07″ E / 41.123688°N,0.802034°E | bé integrant del patrimoni cultural català |                      | Modifica les dades a Wikidata |

## granja
| imatge | Nom                    | Ubicat a | instància de | Detalls | coordenades                                                          | Protecció | Commons (més fotos) | Dades a WD                    |
| ------ | ---------------------- | -------- | ------------ | ------- | -------------------------------------------------------------------- | --------- | ------------------- | ----------------------------- |
|        | Granja La Xollada      | Marçà    | granja       |         | 41° 07′ 40″ N, 0° 48′ 21″ E / 41.1277592869713°N,0.80581127958057°E  |           |                     | Modifica les dades a Wikidata |
|        | Granja Montserrat      | Marçà    | granja       |         | 41° 08′ 13″ N, 0° 47′ 28″ E / 41.136839872369°N,0.79112305203276°E   |           |                     | Modifica les dades a Wikidata |
|        | Granja de Cal Benet    | Marçà    | granja       |         | 41° 07′ 31″ N, 0° 48′ 04″ E / 41.1252747616926°N,0.801165105920085°E |           |                     | Modifica les dades a Wikidata |
|        | Granja del Josep Duran | Marçà    | granja       |         | 41° 07′ 23″ N, 0° 49′ 28″ E / 41.1229499675987°N,0.824350794508836°E |           |                     | Modifica les dades a Wikidata |
|        | Granja del Penyes      | Marçà    | granja       |         | 41° 08′ 01″ N, 0° 48′ 47″ E / 41.1337270307638°N,0.813177304499038°E |           |                     | Modifica les dades a Wikidata |

## masia
| imatge | Nom                    | Ubicat a | instància de | Detalls                     | coordenades                                                          | Protecció                   | Commons (més fotos) | Dades a WD                    |
| ------ | ---------------------- | -------- | ------------ | --------------------------- | -------------------------------------------------------------------- | --------------------------- | ------------------- | ----------------------------- |
|        | Casa del Jeroni        | Marçà    | masia        |                             | 41° 07′ 40″ N, 0° 48′ 01″ E / 41.1278438370264°N,0.800328829827733°E |                             |                     | Modifica les dades a Wikidata |
|        | Caseta del Júlio       | Marçà    | masia        |                             | 41° 07′ 51″ N, 0° 47′ 14″ E / 41.1309425687719°N,0.787180775001645°E |                             |                     | Modifica les dades a Wikidata |
|        | Caseta del Pello       | Marçà    | masia        |                             | 41° 07′ 19″ N, 0° 47′ 36″ E / 41.1220106832012°N,0.793448461959465°E |                             |                     | Modifica les dades a Wikidata |
|        | Mas Figueres           | Marçà    | masia        |                             | 41° 07′ 42″ N, 0° 48′ 33″ E / 41.1283110983029°N,0.809247464255034°E |                             |                     | Modifica les dades a Wikidata |
|        | Mas Gran               | Marçà    | masia        |                             | 41° 07′ 36″ N, 0° 45′ 55″ E / 41.12662639611°N,0.765169545962406°E   |                             |                     | Modifica les dades a Wikidata |
|        | Mas d'en Crusat        | Marçà    | masia        | Estil: arquitectura popular | 41° 07′ 21″ N, 0° 48′ 39″ E / 41.122611°N,0.810968°E                 | bé cultural d'interès local |                     | Modifica les dades a Wikidata |
|        | Mas d'en Figuera       | Marçà    | masia        |                             | 41° 07′ 48″ N, 0° 48′ 31″ E / 41.1301162492819°N,0.808496455946896°E |                             |                     | Modifica les dades a Wikidata |
|        | Mas d'en Gil           | Marçà    | masia        |                             | 41° 08′ 08″ N, 0° 48′ 21″ E / 41.1355225890505°N,0.805766929031121°E |                             |                     | Modifica les dades a Wikidata |
|        | Mas d'en Simó          | Marçà    | masia        |                             | 41° 07′ 49″ N, 0° 47′ 25″ E / 41.1303989228799°N,0.790296349599696°E |                             |                     | Modifica les dades a Wikidata |
|        | Mas d'en Torrat        | Marçà    | masia        |                             | 41° 08′ 05″ N, 0° 47′ 08″ E / 41.1346035738825°N,0.785520859058518°E |                             |                     | Modifica les dades a Wikidata |
|        | Mas de Bieló           | Marçà    | masia        |                             | 41° 08′ 13″ N, 0° 48′ 20″ E / 41.1370240086412°N,0.805621559884146°E |                             |                     | Modifica les dades a Wikidata |
|        | Mas de Montagut        | Marçà    | masia        |                             | 41° 08′ 05″ N, 0° 46′ 14″ E / 41.1348038442481°N,0.770693755584695°E |                             |                     | Modifica les dades a Wikidata |
|        | Mas de la Caçadora     | Marçà    | masia        |                             | 41° 07′ 35″ N, 0° 46′ 26″ E / 41.1262648062042°N,0.773937081693174°E |                             |                     | Modifica les dades a Wikidata |
|        | Mas de la Sucina       | Marçà    | masia        |                             | 41° 07′ 57″ N, 0° 48′ 20″ E / 41.1325201282699°N,0.805604932718386°E |                             |                     | Modifica les dades a Wikidata |
|        | Mas del Botó           | Marçà    | masia        |                             | 41° 08′ 00″ N, 0° 48′ 40″ E / 41.13334470867°N,0.811069448355703°E   |                             |                     | Modifica les dades a Wikidata |
|        | Mas del Corralot       | Marçà    | masia        |                             | 41° 07′ 32″ N, 0° 48′ 25″ E / 41.125628810219°N,0.806978172777462°E  |                             |                     | Modifica les dades a Wikidata |
|        | Mas del Crosat         | Marçà    | masia        |                             | 41° 08′ 17″ N, 0° 48′ 41″ E / 41.13812652303°N,0.81133364452954°E    |                             |                     | Modifica les dades a Wikidata |
|        | Mas del Jardí          | Marçà    | masia        |                             | 41° 08′ 30″ N, 0° 48′ 42″ E / 41.1416240971776°N,0.811639999462167°E |                             |                     | Modifica les dades a Wikidata |
|        | Mas del Jaume Grau     | Marçà    | masia        |                             | 41° 07′ 55″ N, 0° 49′ 05″ E / 41.1320726680748°N,0.818080867475295°E |                             |                     | Modifica les dades a Wikidata |
|        | Mas del Joanet         | Marçà    | masia        |                             | 41° 07′ 25″ N, 0° 48′ 29″ E / 41.1236848567317°N,0.808007751841586°E |                             |                     | Modifica les dades a Wikidata |
|        | Mas del Miquel del Bot | Marçà    | masia        |                             | 41° 08′ 20″ N, 0° 48′ 00″ E / 41.1387548707971°N,0.800035647081474°E |                             |                     | Modifica les dades a Wikidata |
|        | Mas del Molí Paperer   | Marçà    | masia        |                             | 41° 07′ 11″ N, 0° 49′ 24″ E / 41.1197420524379°N,0.823325255306631°E |                             |                     | Modifica les dades a Wikidata |
|        | Mas del Pont           | Marçà    | masia        |                             | 41° 07′ 54″ N, 0° 48′ 29″ E / 41.1315334901049°N,0.808187188401064°E |                             |                     | Modifica les dades a Wikidata |
|        | Mas del Sec            | Marçà    | masia        |                             | 41° 07′ 14″ N, 0° 48′ 52″ E / 41.1206929812952°N,0.814563085625246°E |                             |                     | Modifica les dades a Wikidata |
|        | Mas dels Assens        | Marçà    | masia        |                             | 41° 08′ 03″ N, 0° 49′ 36″ E / 41.1340717669117°N,0.826627980984215°E |                             |                     | Modifica les dades a Wikidata |
|        | Xalet del Codina       | Marçà    | masia        |                             | 41° 08′ 23″ N, 0° 47′ 57″ E / 41.1397210021087°N,0.799216998603287°E |                             |                     | Modifica les dades a Wikidata |
|        | Xalet del Domènec      | Marçà    | masia        |                             | 41° 08′ 30″ N, 0° 48′ 09″ E / 41.1415966808346°N,0.802633368049118°E |                             |                     | Modifica les dades a Wikidata |
|        | el Maset               | Marçà    | masia        |                             | 41° 07′ 48″ N, 0° 45′ 52″ E / 41.1298908053061°N,0.764439269835413°E |                             |                     | Modifica les dades a Wikidata |
|        | la Gallifa             | Marçà    | masia        |                             | 41° 07′ 31″ N, 0° 48′ 39″ E / 41.1253936625874°N,0.810714400351599°E |                             |                     | Modifica les dades a Wikidata |

## molí d'aigua
| imatge | Nom                           | Ubicat a | instància de | Detalls                     | coordenades                                                          | Protecció                                  | Commons (més fotos) | Dades a WD                    |
| ------ | ----------------------------- | -------- | ------------ | --------------------------- | -------------------------------------------------------------------- | ------------------------------------------ | ------------------- | ----------------------------- |
|        | Molí de Barceló               | Marçà    | molí d'aigua | Estil: arquitectura popular | 41° 07′ 09″ N, 0° 47′ 35″ E / 41.1190281458889°N,0.792917136887869°E | bé integrant del patrimoni cultural català |                     | Modifica les dades a Wikidata |
|        | Molí de la Pallissa           | Marçà    | molí d'aigua | Estil: arquitectura popular |                                                                      | bé integrant del patrimoni cultural català |                     | Modifica les dades a Wikidata |
|        | Molí del Tossalet             | Marçà    | molí d'aigua | Estil: arquitectura popular |                                                                      | bé integrant del patrimoni cultural català |                     | Modifica les dades a Wikidata |
|        | Molí paperer del Mas Magrinyà | Marçà    | molí d'aigua | Estil: arquitectura popular | 41° 07′ 11″ N, 0° 49′ 25″ E / 41.119773°N,0.823551°E                 | bé integrant del patrimoni cultural català |                     | Modifica les dades a Wikidata |

## muntanya
| imatge | Nom                  | Ubicat a         | instància de | Detalls | coordenades                                                         | Protecció | Commons (més fotos) | Dades a WD                    |
| ------ | -------------------- | ---------------- | ------------ | ------- | ------------------------------------------------------------------- | --------- | ------------------- | ----------------------------- |
|        | Coll de la Falsetana | Marçà el Masroig | muntanya     |         | 41° 08′ 00″ N, 0° 45′ 37″ E / 41.13344667°N,0.76039722°E 326.1 msnm |           |                     | Modifica les dades a Wikidata |
|        | Collroig             | Marçà el Masroig | muntanya     |         | 41° 08′ 07″ N, 0° 45′ 37″ E / 41.13514583°N,0.76023333°E 341.9 msnm |           |                     | Modifica les dades a Wikidata |
|        | la Miloquera         | Marçà            | muntanya     |         | 41° 07′ 27″ N, 0° 48′ 05″ E / 41.12402778°N,0.80148889°E 403.2 msnm |           | La Miloquera        | Modifica les dades a Wikidata |

## pont
| imatge | Nom                      | Ubicat a | instància de | Detalls | coordenades                                                          | Protecció | Commons (més fotos) | Dades a WD                    |
| ------ | ------------------------ | -------- | ------------ | ------- | -------------------------------------------------------------------- | --------- | ------------------- | ----------------------------- |
|        | Pont Fumat               | Marçà    | pont         |         | 41° 08′ 17″ N, 0° 47′ 53″ E / 41.1381403202896°N,0.798042707595731°E |           |                     | Modifica les dades a Wikidata |
|        | Pont de l'Estació        | Marçà    | pont         |         | 41° 07′ 53″ N, 0° 48′ 27″ E / 41.1312503015146°N,0.807505671644564°E |           |                     | Modifica les dades a Wikidata |
|        | Pont del Camí de Bellver | Marçà    | pont         |         | 41° 08′ 08″ N, 0° 48′ 13″ E / 41.1354558611337°N,0.803684269475296°E |           |                     | Modifica les dades a Wikidata |

## serra
| imatge | Nom                     | Ubicat a                           | instància de | Detalls | coordenades                                                         | Protecció | Commons (més fotos) | Dades a WD                    |
| ------ | ----------------------- | ---------------------------------- | ------------ | ------- | ------------------------------------------------------------------- | --------- | ------------------- | ----------------------------- |
|        | Coll de Móra            | Falset Marçà                       | serra        |         | 41° 08′ 37″ N, 0° 47′ 44″ E / 41.14361111°N,0.79545833°E 371.7 msnm |           |                     | Modifica les dades a Wikidata |
|        | Muntanya de les Soleies | Falset Marçà Pradell de la Teixeta | serra        |         | 41° 07′ 58″ N, 0° 50′ 05″ E / 41.1329°N,0.834826°E 551.1 msnm       |           |                     | Modifica les dades a Wikidata |
|        | Serra Espasa            | Capçanes Marçà                     | serra        |         | 41° 06′ 46″ N, 0° 47′ 17″ E / 41.1129°N,0.787956°E 349.1 msnm       |           |                     | Modifica les dades a Wikidata |
|        | Serra de la Bruixa      | Marçà el Masroig                   | serra        |         | 41° 08′ 02″ N, 0° 45′ 34″ E / 41.134°N,0.759583°E 341.9 msnm        |           |                     | Modifica les dades a Wikidata |

## Misc
| imatge | Nom                     | Ubicat a | instància de                   | Detalls                     | coordenades                                                                          | Protecció                                            | Commons (més fotos)        | Dades a WD                    |
| ------ | ----------------------- | -------- | ------------------------------ | --------------------------- | ------------------------------------------------------------------------------------ | ---------------------------------------------------- | -------------------------- | ----------------------------- |
|        | Ajuntament de Marçà     | Marçà    | casa consistorial              | Estil: arquitectura popular | 41° 07′ 36″ N, 0° 48′ 11″ E / 41.126717°N,0.80313°E                                  | bé integrant del patrimoni cultural català           |                            | Modifica les dades a Wikidata |
|        | Castell de Marçà        | Marçà    | castell                        | Estil: arquitectura popular | 41° 07′ 26″ N, 0° 48′ 08″ E / 41.123877°N,0.80232°E ca:Turó de la Miloquera 403 msnm | bé d'interès cultural bé cultural d'interès nacional |                            | Modifica les dades a Wikidata |
|        | Forn de calç Verinxells | Marçà    | forn de calç                   | Estil: arquitectura popular |                                                                                      | bé integrant del patrimoni cultural català           |                            | Modifica les dades a Wikidata |
|        | Les Comes               | Marçà    | indret                         |                             | 41° 08′ 13″ N, 0° 49′ 13″ E / 41.137021°N,0.820177°E                                 |                                                      |                            | Modifica les dades a Wikidata |
|        | cova del Gallego        | Marçà    | cova                           |                             | 41° 07′ 04″ N, 0° 47′ 53″ E / 41.1177646463305°N,0.797961853554533°E                 |                                                      |                            | Modifica les dades a Wikidata |
|        | estació de Marçà-Falset | Marçà    | estació de ferrocarril edifici | Estil: arquitectura popular | 41° 07′ 51″ N, 0° 48′ 37″ E / 41.1309°N,0.81037°E                                    | bé integrant del patrimoni cultural català           | Marçà-Falset train station | Modifica les dades a Wikidata |
|        | font de Ca l'Àpit       | Marçà    | font                           |                             | 41° 07′ 48″ N, 0° 46′ 59″ E / 41.1300707646341°N,0.783064487070331°E                 |                                                      |                            | Modifica les dades a Wikidata |